# Codici aeroportuali IATA - U

## U
- UAC Aeroporto civile, San Luis Río Colorado, Messico
- UAE Aeroporto civile, Mount Aue, Papua Nuova Guinea
- UAH Aeroporto civile, Ua Huka, Polinesia Francese
- UAI Aeroporto civile, Suai, Indonesia
- UAK Aeroporto civile, Narsarsuaq, Groenlandia
- UAL Aeroporto civile, Luau, Angola
- UAM Andersen Air Force Base, Guam
- UAP Aeroporto civile, Ua Pou, Polinesia Francese
- UAQ Aeroporto civile Domingo Faustino Sarmiento, San Juan, Argentina
- UAS Aeroporto civile, Samburu South, Kenya
- UAX Aeroporto civile, Uaxactún, Guatemala
- UBA Aeroporto civile, Uberaba (MG), Brasile
- UBB Aeroporto civile, Mabuiag Island, Australia
- UBI Aeroporto civile, Buin, Papua Nuova Guinea
- UBJ Aeroporto civile, Ube, Giappone
- UBP Aeroporto civile, Ubon Ratchathani, Thailandia
- UBS Aeroporto Columbus-Lowndes County, Columbus (Mississippi), Stati Uniti d'America
- UBT Aeroporto civile, Ubatuba, Brasile
- UBU Aeroporto civile, Kalumburu, Australia
- UCA Aeroporto civile, Utica (New York), Stati Uniti d'America
- UCE Aeroporto civile, Eunice (Louisiana), Stati Uniti d'America
- UCK Aeroporto civile, Luc'k, Ucraina
- UCN Aeroporto civile, Buchanan, Liberia
- UCT Aeroporto civile, Uchta, Russia
- UCY Aeroporto civile, Union City (Tennessee), Stati Uniti d'America
- UDA Aeroporto civile, Undarra, Australia
- UDD Aeroporto civile Bermuda Dunes, Palm Springs (California), Stati Uniti d'America
- UDE Aeroporto Base militare Volkel, Uden, Paesi Bassi
- UDI Aeroporto civile, Uberlândia (MG), Brasile
- UDJ Aeroporto civile, Užhorod, Ucraina
- UDN Aeroporto civile, Campoformido, Italia
- UDO Aeroporto civile, Udomxay, Laos
- UDR Aeroporto civile, Udaipur, India
- UEE Aeroporto civile, Queenstown, Australia
- UEL Aeroporto civile, Quelimane, Mozambico
- UEO Aeroporto civile, Kume Jima, Giappone
- UES Aeroporto civile, Waukesha, Stati Uniti d'America
- UET Aeroporto Quetta Samungli/Air Base, Quetta, Pakistan
- UFA Aeroporto civile, Ufa, Russia
- UGA Aeroporto civile, Bulgan, Mongolia
- UGB Aeroporto Ugashnik Bay, Pilot Point (Alaska), Stati Uniti d'America
- UGC Aeroporto civile, Urgench, Uzbekistan
- UGI Aeroporto civile, Uganik (Alaska), Stati Uniti d'America
- UGN Aeroporto Waukegan Regional, Chicago/Waukegan (Illinois), Stati Uniti d'America
- UGO Aeroporto Vige, Uíge, Angola[1]
- UHE Aeroporto civile Kunovice, Uherské Hradiště, Repubblica Ceca
- UIB Aeroporto civile, Quibdó, Colombia
- UIH Aeroporto civile, Quy Nhơn, Vietnam
- UII Aeroporto civile, Utila Island, Honduras
- UIK Aeroporto civile, Ust-Ilimsk, Russia
- UIL Aeroporto Quillayute, Quillayute, Stati Uniti d'America
- UIN Aeroporto civile, Quincy (Illinois), Stati Uniti d'America
- UIO Aeroporto Mariscal Sucre, Quito, Ecuador
- UIP Aeroporto Pluguffan, Quimper, Francia
- UIQ Aeroporto civile, Quine Hill, Vanuatu
- UIR Aeroporto civile, Quirindi, Australia
- UIT Aeroporto civile, Jaluit, Isole Marshall, Stati Uniti d'America
- UJE Aeroporto civile, Ujae, Isole Marshall, Stati Uniti d'America
- UKB Aeroporto di Kobe, Kōbe, Giappone
- UKI Aeroporto civile, Ukiah (California), Stati Uniti d'America
- UKK Aeroporto civile, Öskemen, Kazakistan
- UKN Aeroporto civile, Waukon (Iowa), Stati Uniti d'America
- UKR Aeroporto civile, Mukeiras, Yemen
- UKT Aeroporto civile, Quakertown Upper Buck, Stati Uniti d'America
- UKU Aeroporto civile, Nuku, Papua Nuova Guinea
- UKX Aeroporto civile, Ust'-Kut, Russia
- ULA Aeroporto Cap. Vasquez, San Julian, Argentina
- ULB Aeroporto civile, Ulei, Vanuatu
- ULC Aeroporto civile, Los Cerrillos, Cile
- ULD Aeroporto Prince Mangosutho Buth, Ulundi, Sudafrica
- ULE Aeroporto civile, Sule, Papua Nuova Guinea
- ULG Aeroporto civile, Ulgil, Mongolia
- ULI Aeroporto civile, Ulithi, Stati Federati di Micronesia
- ULK Aeroporto civile, Lensk, Sacha-Jacuzia, Russia
- ULL Aeroporto civile, Mull, Regno Unito
- ULM Aeroporto Automatic Weather Observing/Reporting System, New Ulm Municipal (Minnesota), Stati Uniti d'America
- ULN Aeroporto di Buyant Ukha, Ulan Bator, Mongolia
- ULO Aeroporto civile, Ulaangom, Mongolia
- ULP Aeroporto civile, Quilpie (Queensland), Australia
- ULQ Aeroporto civile, Tulua Farfan, Colombia
- ULS Aeroporto civile, Mulatos, Colombia
- ULU Aeroporto civile, Gulu, Uganda
- ULX Aeroporto civile, Ulusaba, Sudafrica
- ULY Aeroporto civile, Ul'janovsk, Russia
- ULZ Aeroporto civile, Uliastai, Mongolia
- UMA Aeroporto civile, Punta de Maisi, Cuba
- UMB Aeroporto civile, Umnak Island, Stati Uniti d'America
- UMC Aeroporto civile, Umba, Papua Nuova Guinea
- UMD Aeroporto Qaarsut, Uummannaq, Groenlandia
- UME Aeroporto Alvik, Umeå, Svezia
- UMI Aeroporto civile, Quincemil/Quince Mil, Perù
- UMM Aeroporto civile, Summit (Alaska), Stati Uniti d'America
- UMR Aeroporto civile, Woomera (Australia Meridionale), Australia
- UMT Aeroporto civile, Umiat (Alaska), Stati Uniti d'America
- UMU Aeroporto civile, Umuarama Er.geisel, Brasile
- UMY Aeroporto civile, Sumy, Ucraina
- UNC Aeroporto civile, Unguía, Colombia
- UND Aeroporto civile, Kunduz, Afghanistan[2]
- UNE Aeroporto civile, Qacha's Nek, Lesotho
- UNG Aeroporto civile, Kiunga, Papua Nuova Guinea
- UNI Aeroporto civile, Union Island, Saint Vincent e Grenadine
- UNK Aeroporto Unalakleet, Unalakleet (Alaska), Stati Uniti d'America
- UNN Aeroporto civile, Ranong, Thailandia
- UNR Aeroporto civile, Underkhaan, Mongolia
- UNS Aeroporto civile, Umnak Island, Stati Uniti d'America
- UNT Aeroporto civile, Unst Island/Isole Shetland, Regno Unito
- UNU Aeroporto civile Dodge County, Juneau, Stati Uniti d'America
- UOL Aeroporto civile, Buol, Indonesia
- UON Aeroporto civile, Muong Sai, Laos
- UOS Aeroporto civile Franklin County, Sewanee (Tennessee), Stati Uniti d'America
- UOX Aeroporto civile University-Oxford, Oxford (Mississippi), Stati Uniti d'America
- UPA Aeroporto civile, Punta Alegre, Cuba
- UPC Aeroporto civile, Puerto La Cruz, Spagna
- UPF Aeroporto civile, Pforzheim, Germania
- UPG Aeroporto Hasanuddin, Ujung Pandang, Indonesia
- UPL Aeroporto civile, Upala, Costa Rica
- UPN Aeroporto Gen Rayon, Uruapan, Messico
- UPP Aeroporto civile, Upolu Point, Stati Uniti d'America
- UPR Aeroporto civile, Upiara, Papua Nuova Guinea
- UQE Aeroporto civile, Queen (Alaska), Stati Uniti d'America
- URA Aeroporto civile, Oral, Kazakistan
- URB Aeroporto civile E. Pochler, Urubupungá, Brasile
- URC Aeroporto Diwopu, Ürümqi, Cina
- URE Aeroporto civile, Kuressaare, Estonia
- URG Aeroporto Rubem Berta, Uruguaiana (RS), Brasile
- URI Aeroporto civile, Uribe, Colombia
- URJ Aeroporto civile, Uarj, Russia
- URM Aeroporto civile, Uriman, Venezuela
- URO Aeroporto Boos, Rouen, Francia
- URR Aeroporto civile, Urrao, Colombia
- URS Aeroporto civile, Kursk, Russia
- URT Aeroporto internazionale di Surat Thani, Surat Thani, Thailandia
- URY Aeroporto civile, Guriat, Arabia Saudita
- URZ Aeroporto civile, Uruzgan, Afghanistan
- USH Aeroporto Internazionale di Ushuaia, Argentina
- USI Aeroporto civile, Mabaruma, Guyana
- USK Aeroporto civile, Aeroporto di Usinsk, Usinsk, Russia
- USL Aeroporto civile, Useless Loop (Australia Occidentale), Australia
- USM Aeroporto civile, Koh Samui, Thailandia
- USN Aeroporto civile, Ulsan, Corea del Sud
- USO Aeroporto civile, Usino, Papua Nuova Guinea
- USQ Aeroporto civile, Uşak, Turchia
- USS Aeroporto civile, Sancti Spíritus, Cuba
- UST Aeroporto civile, St. Augustine, Stati Uniti d'America
- USU Aeroporto civile, Francisco B. Reyes Airport, Busuanga, Filippine
- UTA Aeroporto civile, Mutare, Zimbabwe
- UTB Aeroporto civile, Muttaburra, Australia
- UTC Aeroporto Base Aerea di Soesterberg, Soesterberg, Paesi Bassi
- UTD Aeroporto civile, Nutwood Downs, Australia
- UTE Aeroporto civile, Butterworth, Sudafrica
- UTG Aeroporto civile, Quthing, Lesotho
- UTH Aeroporto civile, Udon Thani, Thailandia
- UTI Aeroporto civile, Kouvola Utti, Finlandia
- UTK Aeroporto civile, Utirik Island, Stati Uniti d'America
- UTL Aeroporto civile, Torremolinos, Spagna
- UTN Aeroporto Pierre van Ryneveld, Upington, Sudafrica
- UTO Aeroporto civile, Utopia Creek (Alaska), Stati Uniti d'America
- UTP Aeroporto civile, U-Tapao, Thailandia
- UTR Aeroporto civile, Uttaradit, Thailandia
- UTT Aeroporto K.D. Matanzima, Umtata, Sudafrica
- UTU Aeroporto civile, Ustupo, Panama
- UTW Aeroporto civile, Queenstown, Sudafrica
- UUA Aeroporto civile, Bugul'ma, Russia
- UUD Aeroporto Muchino, Ulan-Udė, Russia
- UUK Aeroporto civile, Kuparuk (Alaska), Stati Uniti d'America
- UUN Aeroporto civile, Baruun-Urt, Mongolia
- UUS Aeroporto Komutovo, Južno-Sachalinsk, Russia
- UUU Aeroporto civile, Manumu, Papua Nuova Guinea
- UVA Aeroporto civile, Uvalde, Stati Uniti d'America
- UVE Aeroporto Ouloup, Ouvéa, Nuova Caledonia
- UVF Aeroporto Hewanorra, Vieux Fort, Saint Lucia
- UVL Aeroporto civile, New Valley, Egitto
- UVO Aeroporto civile, Uvol, Papua Nuova Guinea
- UWA Aeroporto civile, Ware (Massachusetts), Stati Uniti d'America
- UYL Aeroporto civile, Nyala, Sudan
- UYN Aeroporto civile, Yulin, Cina
- UZH Aeroporto civile, Unayzah, Arabia Saudita
- UZU Aeroporto civile, Curuzú Cuatiá, Argentina